# رومانیجا
رومانیجا (به لاتین: Romanija) یک رشته‌کوه در بوسنی و هرزگوین است که در Republika Srpska, Bosnia and Herzegovina واقع شده‌است. رومانیجا ۱٬۶۵۲ متر بالاتر از سطح دریا واقع شده‌است.